# Psyco
Psyco é um compilador just-in-time de especialização para Python desenvolvido originalmente por Armin Rigo e posteriormente mantido e desenvolvido por Christian Tismer.
O Psyco roda em sistemas operacionais derivados do BSD, Linux, Mac OS X e Windows usando processadores de 32 bits compatíveis com os da Intel. Ele é escrito em C e gera código baseado apenas na arquitetura x86. Um projeto que dá continuidade ao Psyco é o PyPy, que incorpora um interpretador e um compilador que pode gerar código C, melhorando sua compatibilidade através de plataformas sobre o Psyco. Ambas as partes são escritas em Python, mas o interpretador é restrito a um subconjunto de Python, chamado RPython.

## Aumento de velocidade
Psyco pode acelerar notavelmente a execução das aplicações. A performance real depende grandemente da aplicação e varia de uma pequena desaceleração à uma aceleração de 40x. A média de melhoria de velocidade está normalmente na faixa de 1.5 - 4 vezes, tornando a performance do Python próxima à linguagens como Smalltalk e Scheme, mas ainda menor que a de linguagens compiladas como Fortran, C ou algumas outras linguagens JIT como C# e Java.

## Trabalhos futuros
Em 17 de Julho de 2009, Christian Tismer anunciou que estão trabalhando no Psyco V2.